# Ail violet de Cadours
L'ail violet de Cadours est l'appellation d'origine d'un ail cultivé dans le pays de Cadours, au nord-ouest du département de la Haute-Garonne, en France, ainsi que dans les départements du Gers et de Tarn-et-Garonne.
Cette appellation est commercialement préservée via une AOC depuis 2015 et AOP depuis mai 2017.
L'organisme de défense et de gestion de cette appellation est le Syndicat de défense de l'ail violet de Cadours, dont le siège est à Cadours.

## Caractéristiques du produit
L'ail violet de Cadours est précoce. Ses tuniques sont de couleur violette et son bulbe est bien rond, avec de gros caïeux. L’ail violet de Cadours est réputé pour ses propriétés gustatives.

## Aire géographique
Bien que Cadours soit situé en Haute-Garonne, les 106 communes de la zone d'appellation sont réparties sur 3 départements :
- 25 communes sur la Haute-Garonne
- 69 communes dans le Gers
- 12 communes dans le Tarn-et-Garonne[4].

## Culture
L'ail violet de Cadours est le plus précoce des aulx français et arrive sur le marché dès le mois de juillet. Les exploitations ont généralement 1,5 hectare d'ail.

## Histoire
En 2015 l’appellation d'origine ail violet de Cadours a été la première appellation d'ail de France à être préservée par le label  AOC.
Grâce à la labellisation, l'ail violet de Cadours bénéficie de prix plus stables[précision nécessaire].

## Fête
La fête à Cadours de l'ail violet est le dernier dimanche d'août.